# Кладбище Сабискар
Кладбище Сабискар — историческое кладбище, расположенное в городе Гянджа, Азербайджан. На его территории находится 18 исторических мавзолеев. Здесь также похоронены многие выдающиеся деятели Азербайджана. Мавзолей Аскер ага Горани является местным архитектурным памятником.

## О кладбище
Согласно различным гипотезам, кладбище относится к XVI или XIX веку. Его площадь составляет 7 гектаров. Здесь похоронены многие знаменитые азербайджанцы. На кладбище расположены 18 мавзолеев, построенных из красного кирпича, с четырьмя и восемью арками. Мавзолей Аскера аги Горани был внесен в список местных памятников архитектуры и культуры по решению Кабинета Министров Азербайджанской Республики № 132 от 2 августа 2001 года.
Мавзолеи возведены в честь Аскер Ага Адыгёзалзаде, Хаджи Мир Гасим Хамзаев, Искендер хан Хойский, Батман Кылыч Дюнбюлю, Мирмуталиб Губели оглы, Хаджи Самед Халилзаде, Хаджи Вагиф Велиев и других. Кроме мавзолеев, здесь имеются саркофаги, предназначенные для всех членов семьи в соответствии с обычаями населения Гянджи.
В 2009—2011 годах на территории кладбища был построен мемориальный комплекс «Защитников Дифаи». В комплексе установлены бюсты выдающихся личностей, таких как Джавад хан, Шах Исмаил Хатаи, Саттар хан, Шейх Мохаммед Хиябани, Сейид Джафар Пишавари, Мамед Эмин Расулзаде, Алимардан бей Топчубашев, Насиб бей Юсифбейли, Фатали хан Хойский, Гасан бей Агаев, Худадат бей Рафибейли, Джахангир бей Казымбейли, Сары Алекпер и Абидли Алигара Мамедли.

## Похороненные на кладбище
- Абдулла Сур — литературовед, критик.
- Асим Газиев — поэт, глава Союза писателей.
- Аскер Ага Горани — писатель, просветитель, театральный деятель и общественный деятель.
- Ашраф Юсифзаде — народный артист Азербайджана, театральный актер.
- Исмаил Талыблы — народный артист Азербайджана, актер.
- Гурбан Аббасов — заслуженный артист Азербайджана, театральный актер.
- Мамедтаги Джафаров — действительный член Национальной академии наук Азербайджана, доктор сельскохозяйственных наук, профессор.
- Рейхан Тагиева — заслуженная артистка Грузинской ССР, актриса Гянджинского драматического театра.
- Мирза Мухаммед Ахундзаде — поэт, публицист, переводчик, фольклорист, филолог, драматург.
- Кифаят Гянджали — заслуженная артистка Азербайджанской Республики, певица.
- Карим Султанов — заслуженный артист Азербайджана, актер.